# Philippe Rotily
 (octobre 2010).
Philippe Rotily (né le 20 janvier 1950) est un auteur, compositeur et écrivain français. Son œuvre au début des années 1980 a fait de lui un pionnier de la « Nouvelle chanson ». À la fin des années 1970 après plusieurs disques, il se produit avec succès aux Blancs-Manteaux et au Théâtre de la Ville. Il se distingue comme un élément important de la scène musicale de l'époque,,,.
Après une courte carrière en Allemagne, il délaisse la chanson au profit de l'écriture et de l'édition.